# محوطه ده کهنه دوزخ دره
محوطه ده کهنه دوزخ دره در شهرستان سقز، بخش مرکزی، روستای دوزخ دره واقع شده و این اثر در تاریخ ۱۰ دی ۱۳۸۱ با شمارهٔ ثبت ۶۸۵۲ به‌عنوان یکی از آثار ملی ایران به ثبت رسیده است.